# Nigericina
La nigericina es un antibiótico derivado del Streptomyces hygroscopicus. Su aislamiento se describió en la década de 1950, y en 1968 la estructura pudo dilucidarse mediante cristalografía de rayos X. La estructura y las propiedades de la nigericina son similares a las del antibiótico monensina. Comercialmente se obtiene como subproducto, o contaminante, en la fermentación de Geldanamicina. También se llama poliéterina A, azalomicina M, helixina C, antibiótico K178, antibiótico X-464.
La nigericina actúa como ionóforo de H+, K+, Pb2+. Más comúnmente es un antiportador de H+ y K+.
En el pasado, la nigericina se usaba como un antibiótico activo contra las bacterias grampositivas. Inhibe las funciones de Golgi en las células eucariotas. Su capacidad para inducir la salida de K+ también lo convierte en un potente activador del inflamasoma NLRP3